# Pobit kamăk (distrikt i Bulgarien, Razgrad)
Pobit kamăk (bulgariska: Побит камък) är ett distrikt i Bulgarien.   Det ligger i kommunen Obsjtina Razgrad och regionen Razgrad, i den nordöstra delen av landet, 280 km öster om huvudstaden Sofia.